# Charles Kieffer
Charles Mathias "Charlie" Kieffer, född 11 augusti 1910 i Philadelphia, död 8 november 1975 i Quakertown, var en amerikansk roddare.
Kieffer blev olympisk guldmedaljör i tvåa med styrman vid sommarspelen 1932 i Los Angeles.